# Ševčenkove
Ševčenkove (ukrajinsky Шевченкове, rusky Шевченково – Ševčenkovo) je sídlo městského typu v Charkovské oblasti na Ukrajině. K roku 2014 v něm žilo přibližně sedm tisíc obyvatel.

## Poloha a doprava
Ševčenkove leží přibližně pětasedmdesát kilometrů jihovýchodně od Charkova, správního střediska oblasti. Prochází přes něj železniční trať z Charkova do Balašova.

## Dějiny
Obec byla založena v roce 1886 v souvislosti se stavbou železniční trati a původně se jmenovalo Bulacelivka (Булацелівка / Булацеловка – Bulacelovka). Na Ševčenkove k poctě ukrajinského básníka Tarase Ševčenka byla přejmenována v roce 1922. Od roku 1935 byla správním střediskem Ševčenkovského rajónu, který zanikl při reformě v roce 2020 a byl sloučen do Kupjanského rajónu. Status sídla městského typu získalo Ševčenkove v roce 1957.